# Stade El Montecillo
Le Stade El Montecillo (en espagnol : Estadio El Montecillo) est un stade de football espagnol situé dans la ville d'Aranda de Duero, en Castille-et-León.
Le stade, doté de 6 000 places et inauguré en 1977, sert d'enceinte à domicile à l'équipe de football de l'Arandina Club de Fútbol.

## Histoire
Le stade ouvre ses portes en 1977. Il est inauguré le 8 décembre 1977 lors d'une victoire 1-0 des locaux de l'Arandina CF sur le CD Guadalajara.
En 2008 se dispute au stade la finale de la Coupe d'Espagne junior entre le FC Barcelone et le Séville FC.

## Événements
- 2008 : Finale de la Coupe du Roi des jeunes

### Matchs internationaux de football
| Date | Compétition  | Équipes                                | Score | Affluence |
| ---- | ------------ | -------------------------------------- | ----- | --------- |
| 2010 | Match amical | Espagne féminine — Angleterre féminine | 2-2   | —         |